# Christoph Marzi
Christoph Marzi (* 7. května 1970 Mayen, Německo) je současný německý spisovatel a učitel.

## Život a dílo
Christoph Marzi vyrůstal v Obermendig v Eifelu, studoval na univerzitě v Mainzu obor ekonomie a v současné době žije se svou ženou Tamarou a jejich třemi dcerami, v Saarbrückenu. Pracuje jako učitel ekonomie.
Marzi začal psát krátce po patnáctých narozeninách. Nejdříve to bylo několik kratších příběhů. V roce 2004 vydal svůj debutový román Lycidas (v češtině dosud nevyšlo). Román byl prvním dílem z velmi úspěšné série ze starověké metropole. V Německu se tento román stal hitem roku a dostal za něj v roce 2005 cenu veletrhu Con v Dreieichu u Frankfurtu nad Mohanem.
Stejně úspěšné bylo i pokračování Lycidas, romány Lilith a Somnia.
V roce 2007 vydal první knihu fantasy trilogie Malfuria - Malfuria Tajemství zpívajícího města (česky FRAGMENT 2008).
Marziho dílo je inspirováno různými, převážně viktoriánskými autory, jako jsou: Charles Dickens, Arthur Conan Doyle, Edgar Allan Poe, Robert Louis Stevenson, a Jane Austenová. Z moderních autoru se inspiroval Neilem Gaimanem a to natolik, že ve své sérii ze starobylé metropole přebírá myšlenku fantaskního londýnského podsvětí z románu Nikdykde. Jeho dalšími oblíbenými autory jsou China Miéville a Kay Meyer.[zdroj?]

### Česky vydané knihy
- Malfuria. Královna Města stínů / Christoph Marzi ; [z německého originálu … přeložila Dagmar Steidlová] . Praha : Fragment, 2009.
- Malfuria. Strážkyně mlžných kamenů / Christoph Marzi ; [z německého originálu … přeložila Dagmar Seidlová] . Praha : Fragment, 2009.
- Malfuria. Tajemství zpívajícího města / Christoph Marzi ; [z německého originálu … přeložila Dagmar Steidlová] . Praha : Fragment, 2008.